# Rinvio pregiudiziale
Il rinvio pregiudiziale (ex art. 267 TFUE) alla Corte di giustizia dell'Unione europea viene provocato con ordinanza del giudice nazionale (ivi compresa la stessa Corte Costituzionale, in rottura con la sua stessa posizione tenuta nel passato, quando la Corte Costituzionale ha negato di essere giudice nazionale, richiedendo al giudice ordinario di svolgere l'istruttoria necessaria, pena l'inammissibilta' del caso, a chiedere o meno l'investitura della Corte di Giustizia Europea), con la quale si solleva una questione interpretativa su una norma comunitaria.
Il Giudice nazionale è tenuto ad interpretare ed applicare la norma comunitaria, che è fonte del diritto; tuttavia, ove sorgessero questioni di conflitto con una norma interna, il giudice è tenuto a non applicare a quel caso specifico la stessa norma interna, e se vi fossero dubbi sull'interpretazione della norma comunitaria può risolverli interpretando la norma comunitaria (mai disapplicandola) o può sollevare la questione pregiudiziale sull'interpretazione della stessa davanti alla Corte di Giustizia. Nel caso in cui il giudice in questione sia un giudice di ultima istanza, salvo casi particolari, la facoltà di rinvio pregiudiziale diviene un obbligo, volto ad evitare un consolidamento nella giurisprudenza di un'interpretazione che, non passata al vaglio della Corte di Giustizia, sia erronea.
In sostanza si tratta di un'ulteriore applicazione del principio del primato del diritto comunitario per il quale la giurisprudenza comunitaria ha costantemente affermato che "il giudice nazionale ha l'obbligo di applicare integralmente il diritto comunitario e di dare al singolo la tutela che quel diritto gli attribuisce, disapplicando di conseguenza la norma interna confliggente, sia anteriore che successiva a quella comunitaria".
Il rinvio pregiudiziale costituisce una fase del procedimento giurisdizionale degli Stati membri e riguarda solamente il diritto originario dell'Unione, rimanendone esclusa la materia di politica estera e di sicurezza comune.
La decisione della Corte, tramite una sentenza giuridicamente vincolante, è l'interpretazione ufficiale della questione e come tale vale per tutti gli Stati membri.